# タイプフェイスの保護及びその国際寄託に関するウィーン協定
タイプフェイスの保護及びその国際寄託に関するウィーン協定（タイプフェイスのほごおよびそのこくさいきたくにかんするウィーンきょうてい、略称：ウィーン協定、英：Vienna Agreement for the Protection of Type Faces and Their International Deposit）は、1973年に作成されたタイプフェイスの国際登録について定める国際条約である。

## 概要
本は、世界知的所有権機関（WIPO）が管理する協定のひとつである。本協定は、1973年6月12日にオーストリアのウィーンで作成された。5ヶ国の締結を協定の発効要件としていたが、西ドイツ及びフランスの2ヶ国しか締結しなかったために発効せず、現在は閉鎖されている。
本協定では、タイプフェイスの定義を定め、締結国に、タイプフェイスのための国内寄託制度を創設するか、タイプフェイスを国内の意匠法又は著作権法によって保護する義務を課すとともに、国際寄託制度を創設することを規定していた。